# Robert Bloch (racerförare)
Robert Bloch var en fransk racerförare.
Bloch körde de fyra första Le Mans-loppen, 1923 till 1926, för Lorraine-Dietrich. 1926 vann han loppet tillsammans med André Rossignol, när stallet tog en trippelseger.